# Djoser
Djoser (även Djeser eller mer ålderdomligt Zoser) var namnet på första eller andra kungen under Egyptens tredje dynasti som regerade omkring 2720–2700 f.Kr. med horusnamnet Netjerikhet. Djoser är välkänd för den första pyramiden i det gamla Egypten; trappstegspyramiden i Sakkara som byggdes under arkitekten Imhoteps ledning.

## Namn och identitet
Trots att Manetho nämner Necherophes och Turinpapyrusen anger Nebka som den första härskaren av tredje dynastin är de flesta egyptologer övertygade om att Djoser var först. Detta styrks av att i Westcar-papyrusen nämns Cheops företrädare i en viss ordning och börjar i första delen med en historia om Djoser, medan den andra historien handlar om Nebka. Dessutom har det bevisats att förseglingar vid ingången till Khasekhemwys grav i Peqer endast namnger Djoser och inte Nebka. Detta pekar på att det var Djoser som begravde honom, och således efterträdde honom på tronen. Djoser kan ha varit Khasekhemwys äldste son, så det föll sig naturligt att han begravde sin far.
Att koppla namnet "Djoser" till kung "Netjerikhet" är otvivelaktigt. Ett avgörande arkeologiskt fynd är en sittande staty på Sesostris II från 12:e dynastin som på sin bas innehåller namnet Hor-Netjerikhet Djeser. Det är det tidigaste fyndet som kopplar ihop namnen. Det näst äldsta fyndet är från det berömda Westcarpapyrusen från 13:e dynastin som använder "Djoser" i en kartusch.
Varifrån namnet Djoser kommer ifrån är föremål för aktuell forskning. En möjlig ledtråd kommer från ett fragment av polerad sandsten från Djosers pyramidkomplex i Sakkar. Inskriptionerna nämner Djoser och hans hustrur och döttrar men alltid med orden "Khenti-ta-djeser-nisut" (Välsignat är den ädla konungens land). "Djeser-nisut" misstolkades troligen under senare tid som födelsenamnet på Djoser och sattes i kartusch.
Särskild uppmärksamhet ges till Abydoslistans 16:e kartusch som efter närmare betraktelse visar att den troligen inte inleddes med "Djoser" utan ett annat tecken. Detta tecken blev senare borttaget och det är oklart hur detta ord löd och det finns flera olika tolkningar.

## Familj
Djosers mor var drottning Nimaathapi, hustru till Khasekhemwy, den siste kungen under 2:a dynastin, och det kan därför troligen antas att Khasekhemwy var hans far. Djoser var gift med Hetephernebti hade en dotter vid namn Inetkaes, men det är inte klart om hon var deras barn.
Ytterligare en eventuell familjemedlem till Djoser nämns på ett fragment från Iunu (Heliopolis). Framför kungen, som sitter på tronen, står dottern och hustrun och en person till. Fragmentet är svårt skadat och har tolkats som ytterligare en dotter vid namn Niankhhathor. Tydningen är dock osäker och accepteras generellt sett inte av egyptologer.
Sekhemkhet anses av de flesta forskare som efterträdaren till Djoser.

## Regeringstid
Enligt Turinpapyrusen härskade Djoser i 19 år och 1 månad. Enligt Manetho härskade Djoser i 29 år, och enligt flera forskare måste han ha härskat omkring 30 år för att kunna bygga så mycket. Toby Wilkinson som studerat De kungliga annalerna anser att Djoser enligt dessa härskade i 28 hela eller ofullständiga år, och noterar att boskapsräkningen på Palermostenens register V och Kairofragment 1 register V, för början och slutet av Djosers regeringstid, med största sannolikhet indikerar år 1–5 och 19–28.
På en inskription nämns hans regeringsövertagande till den 26:e Achet III (översvämningsperioden) i den egyptiska kalendern.
Dateringen av Gamla riket är kontroversiell, men en nyligen utförd C14 datering indikerar att Djosers styre började någonstans mellan 2691 och 2625 f. Kr. Djoser företog flera militära expeditioner till Sinaihalvön där de lokala invånarna underkuvades. Han etablerade där även gruvdrift på värdefulla mineraler som turkos och koppar. Om andra händelser under Djosers regeringstid är mycket lite känt. Palermostenen beskriver de fem första åren enligt följande:
| År | Evenemang |
| -- | --- |
| 1  | Framträdande av kungen över Nedre och Över Egypten; Festival för enandet av de båda länderna; Löpande runt yttre muren |
| 2  | Framträdande av kungen över Nedre och Över Egypten; Resning av Sentj-pelaren till kungen av Övre Egypten               |
| 3  | Horuseskort; Bygge av staty till guden Min                                                                             |
| 4  | Framträdande av kungen över Nedre och Över Egypten; Grundandet av Qbh-ntrw (den östra inneslutningen)                  |
| 5  | Horuseskort, Festival för Djet....                                                                                     |

Kanten på Palermostenen löper diagonalt genom den femte rutan varför resten av beskrivningen saknas och det är osäkert vilken festival som beskrivs. Under Djoser utsågs fler ämbetsmän och visirer, särskilt Imhotep, Hesire och Khaineferu.
En inskription känd som "Svältstelen" som tillverkades under Ptoleméerdynastin berättar att Djoser lät återbygga Khnum-templet i Elefantine och med det stoppade sju års svält i Egypten. Troligen inte mer än en legend, men det visar att mer än 2 000 år efter hans styre så vördade de fortfarande hans minne.

## Trappstegspyramiden

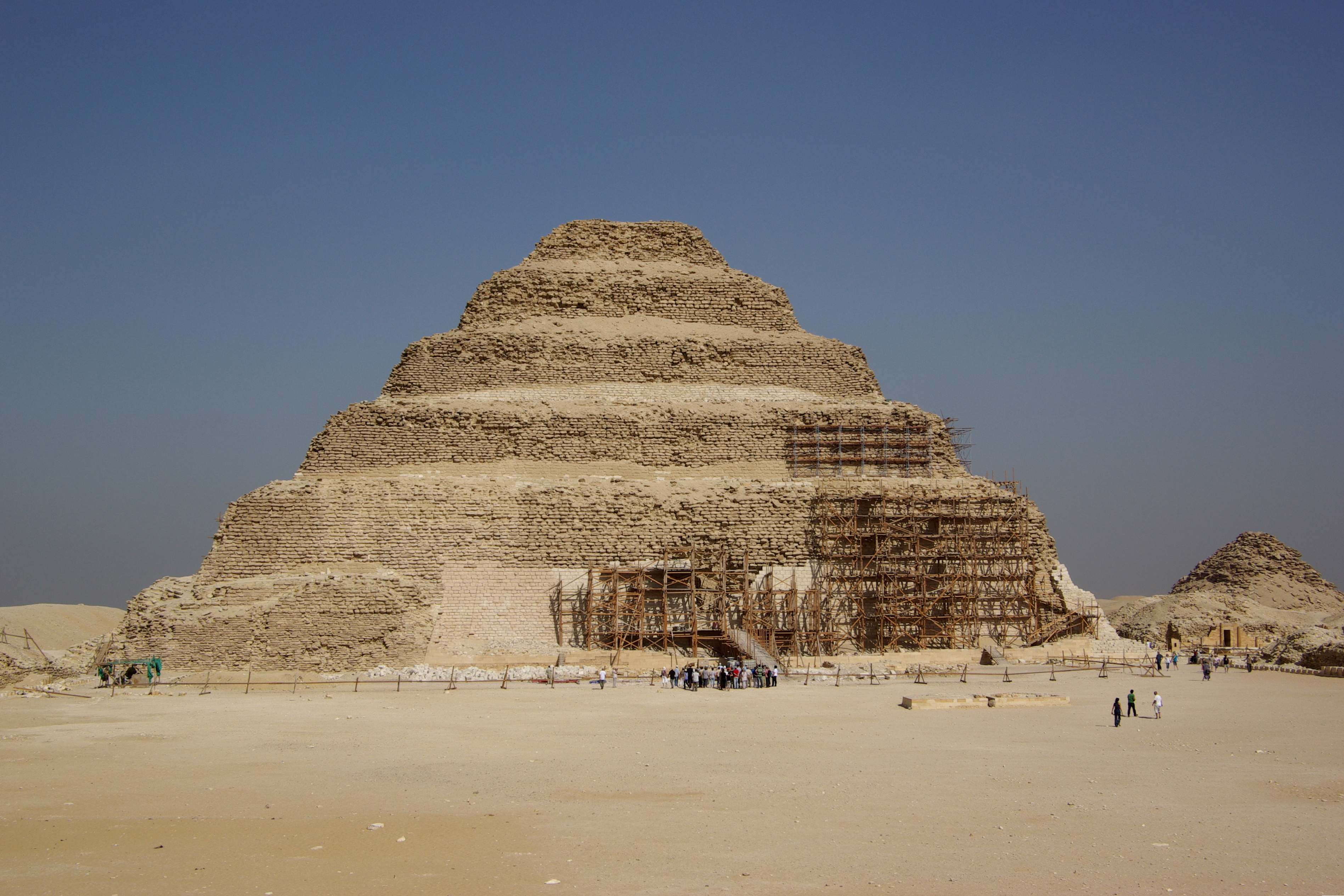
Djosers trappstegspyramid

Djosers 60 meter höga trappstegspyramid är den äldsta bevarade pyramiden i Egypten. Den består av fem enkla mastabor av minskande storlek staplade ovanpå varandra. Under pyramiden finns omfattande labyrintiska gångar och kamrar där man bland annat funnit lerkärl från nästan alla kungar från första och andra dynastierna. Pyramiden själv är omgiven av det största av alla pyramidkomplex med stort antal ceremoniella byggnader och domstolar för kulten av de döda. Djoser begravdes i sin berömda pyramid. Flera egyptologer antyder att eftersom Djoser inte begravdes i Peqer vid Abydos så bör skiftet till en nordligare huvudstad fullbordats under Djosers tid.

## Införandet av guldhorusnamnet
Under Djoser fick solkulten ett uppsving eftersom kungen förbands med Ra. Åtminstone sedan första dynastin ansågs kungen som "den levande Horus - under solen", men det var först under Djoser som kungens status höjdes till "den levande horus på jorden - likställd med solen". Med bygget av pyramiden fastställs den nya kungliga filosofin med sin optiska form för evigheten och detta oförgängliga monument förstärker ytterligare hans jämlikhet med solen. Guld förknippades med evigheten under hela Egyptens historia, och införandet av guldhorusnamnet sammansmälte kungen med solen och då även evigheten.

## Utmärkelser
Asteroiden 4907 Zoser är uppkallad efter honom.

## Titulatur
1. ↑  ”Netjerkhet (Djoser)” (på engelska). University College London. http://www.digitalegypt.ucl.ac.uk/chronology/kingdjoser.html. Läst 22 januari 2016.
2. ↑  Steven Quirke: Ancient Egyptian Religions. s.22.
3. ↑  Av okända skäl har det första tecknet blivit borttaget i efterhand
4. ↑  Regerade enligt Africanus i 29 år.
5. ↑  Regeringslängd saknas.